# Gulya Tibor

## Vállalkozása
Deviza alapú és egyéb hitelekkel, végrehajtási ügyekkel és közigazgatási eljárásokkal kapcsolatos problémák törvény adta megoldási lehetőségek keresésére specializálódott cég tulajdonosa. Irodáját 2010-ben nyitotta, mely 2019 nyaráig, több ezer közigazgatási és több mint ezer deviza hiteles ügyben ért el az ügyfelek számára kedvező eredményt (törvényszék, ítélőtábla, kúria döntések). Munkája kapcsán közel ezer végrehajtási eljárás felfüggesztését, vagy megszüntetését érte el.
Munkájának eddigi legnagyobb eredménye a Pfv.1.20.585/2022/4. számú ügyben 2022. október 24-én meghozott, precedensképes Kúria ítélet, mely alapjaiban változtatta meg a végrehajtás alatt álló adósok esélyeit a végrehajtások törlése ügyében, sőt lehetőséget ad akár visszvégrehajtás elérésére is. Bár a perben felhasznált alapötlet és folyamat kidolgozója Gulya Tibor, a felperesek képviseletét Dr. Krizsa Lajos ügyvéd és irodája látta el. A két éve tartó per eredménye tehát kettejük közös munkájának gyümölcse. Gulya Tibor és Krizsa Lajos több, mint 10 éve dolgoznak együtt különböző adósokat mentő kereseteken és végrehajtásokat felfüggesztő vagy megszűntető megoldásokon. 

## Büntetőeljárások
2010 és 2013 között a közigazgatási eljárásban elkövetett visszaélések feltárásával összefüggésben folytatott munkája kapcsán 5 esetben zugírászat gyanújával indult Gulya Tibor ellen eljárás. Bűncselekmény hiányában mind az 5 eljárást megszüntették.
2013-ban kezdett foglalkozni a devizahitelesek problémáival. Még ugyanezen év szeptemberében a Közjegyzői Kamara és a Vas Megyei Rendőrfőkapitányság feljelentése alapján újabb eljárás indult zugírászat, illetve hamis tanúzásra való felbujtás büntette miatt. Mindkét büntető eljárásban panaszt tett, amely panaszoknak a Legfőbb Ügyészség helyt adott, és az eljárásokat megszüntette.
Ezt követően büntető eljárás indult ellene a Csepeli Rendőrkapitányságon, hivatalos személy elleni erőszak gyanújával, melyről 2 év nyomozás eredményeképpen megállapítást nyert, hogy a feljelentés alaptalan volt, ezért az eljárást megszüntették.
Ezzel párhuzamosan a Monori Rendőrkapitányságon gyanúsították meg rágalmazás miatt. A vizsgálat során kiderült, hogy az állítás nem rágalom, hanem valós tényállítás volt Gulya részéről, ezért a bíróság felmentette.
Nem sokkal később ugyancsak a Csepeli Rendőrkapitányság indított eljárást, gyanúsította meg, emelt ellene vádat csalás miatt, de a bíróság ez ügyben is azt állapította meg, hogy nem történt csalás, és felmentette.
2014-ben, miután a zugírászatban és a hamis tanúzásra való felbujtás ügyében megszüntették Gulya Tibor ellen a nyomozást, idézést kapott a bíróságtól, hogy ezen ügyek és más ügyek kapcsán vádlottként jelenjen meg a bíróság előtt. Azonban a büntető eljárásról szóló törvény alapján vádlottja csak akkor lehet valaki egy ügynek, ha előtte gyanúsították. Ekkor közel 50 ügyben emeltek vádat ellene, köztük azokban az ügyekben is, amelyekben az ügyészség korábban a panaszainak már helyt adott és kivonta az eljárásból, mint gyanúsítottat. A fővárosi törvényszék álláspontja szerint az eljárás nem volt jogsértő, „figyelemmel arra, hogy a vádirat kiváltja a gyanúsítást”, amely eljárási forma a büntető eljárásról szóló törvény alapján nem létezik. Azaz Gulya Tibort úgy ítélték el, hogy nem adták meg a védekezéshez való jogát. A tárgyalások során még további 6 vádkiterjesztést alkalmaztak, szintén gyanúsítás nélkül. A bíróság végül Gulya Tibort a védekezés minden jogától megfosztották azzal, hogy 2016 április 25-én, tárgyalás nélkül, előre bejelentett és előre igazolt távollétében rendelte el letartóztatását. (2007 óta az alkotmány tiltja, hogy bíróság bárkit távollétében előzetes letartoztatásba helyezzen, a vádlott jelenléte kötelező a letartóztatásának kihirdetésekor.)
2016 május 9-én, Gulya Tibor nyíregyházi előadásán jelent meg a rendőrség a letartóztatási paranccsal, és a helyszínről vitték el annak ellenére, hogy 2007 óta letartóztatási parancs, mint fogalom a 10/2007.AB. határozat alapján a büntető eljárásról szóló törvényből törlésre került. 
Gulya Tibort 65 napig a Budapesti Nagy Ignác utcai fegyházba tartották fegyház fokozatú őrizetben, zugírászat vádjával. Ennek azért van jelentősége, mivel ellentmond a büntető eljárásról szóló törvénynek, amely szerint amennyiben megvan a lehetősége a felfüggesztett szabadságvesztés ítéletének, akkor az előzetes letartóztatás nem alkalmazható a vádlottal szemben. Gulya esetében a kiszabható maximális ítélet 3 évig terjedő szabadságvesztés kategóriájába esett, amely kategóriában a törvény lehetőséget ad az ítélet felfüggesztésére, tehát az előzetes letartóztatás nem volt alkalmazható. Az ítélet pedig a törvénynek megfelelően ténylegesen is pénzbírság és felfüggesztett szabadságvesztés büntetése lett.
65 nap után a törvényszék nyomásásra az elsőfokú bíróság megszüntette az előzetes letartóztatás jogellenes helyzetét, de háziőrizetben tartotta további 5 hónapig, amíg kiderült annak jogellenessége is.
Ezen idő alatt a VIII. Kerületi Rendőrkapitányság meggyanúsította becsületsértés vétségével; a Budapesti Nyomozóügyészség hivatalos személy elleni erőszakkal és további becsületsértés vétségével; a XIV. Kerületi rendőrkapitányság csalás bűntettével; majd egy évvel később még egy csalás bűntettével; a XVIII. Kerületi Rendőrkapitányság hivatalos személy elleni erőszak bűntettével, a Gyulai Járásbíróság rágalmazás vétségével; a Székesfehérvári Járásbíróság becsületsértés vétségével.
Ezen gyanúsítások közül a VIII. Kerületi Rendőrkapitányság rágalmazás vétségében; a XIV. Kerületi Rendőrkapitányság csalás vétésgében folytatott nyomozásokat az ügyészség szüntette meg, a Gyulai bíróság előtt folytatott eljárás pedig bűncselekmény hiányára való tekintettel szűnt meg. A Budapesti Nyomozóügyészség által folytatott eljárásokat a bíróság meghatározatlan időre felfüggesztette; a XVIII. Kerületi Rendőrkapitányság a hivatalos személy elleni erőszak ügyében a nyomozás folyamatban van, viszont már a feljelentő bejelentését vizsgálják hamis vád gyanújával. A Székesfehérvári járásbíróság becsületsértési ügyében pedig jelenleg azt vizsgálja, hogy Gulya Tibor állítása megalapozott e, mert ha megalapozott, akkor nem követett el vétséget (hasonlóan a korábbi Monori vizsgálat eredményéhez, amelynek során tényállítás miatt felmentették). A székesfehérvári végrehajtó, és végrehajtóhelyettes kapcsán indult büntetőeljárásban Gulya Tibort jogerősen elítélték az egyik sértett vonatkozásában másodfokon, a másik sértett vonatkozásában pedig harmadfokon. A jogerős ítélet óta Gulya Tibor közéleti tevékenysége jelentősen lecsökkent.
2016. december 6. dátummal szabadították, amelynek a bíróság részéről feltétele az volt, hogy Gulya Tibor összes ügyfelével szakítson meg minden kapcsolatot, azaz bontsa szerződéseit velük. De hogy a cég továbbra is folytathassa munkáját, és betarthassa ügyfelei felé vállalt kötelezettségeit, Gulya Tibor egy olyan megoldást választott, amely ezeket lehetővé teszi, ugyanakkor az ügyészség és a bíróság elvárásait se sértse: lemondott ügyvezetői pozíciójáról, így jogi értelemben megszakította ügyfeleivel a kapcsolatot.
Összegzés
Gulya Tibor 2013-ban felvett devizahiteles-mentő tevékenységének megkezdése előtt tiszta erkölcsi bizonyítvánnyal rendelkezett. Később a felsorolt eljárások közül csak két cselekmény miatt ítélték el, ezekben az ügyekben viszont több ponton megkérdőjelezhető az eljárások jogszerűsége. Minden más esetben Gulya Tibort felmentették a vádak alól.
A két jogerős ítélet a zugírászat és a hamis tanúzásra való felbujtás vádjában született, amelyek indoklása a következő volt: “Gulya Tibor a zugírászatot azzal követte el, hogy pontos jogszabályi hellyel megjelölt, részletes és pontos indoklás mellett feljelentést tett a közjegyzőknél a bankokkal szemben csalás és közokirathamisítás bűntettének gyanúja miatt, figyelemmel arra, hogy a bankok a közjegyzői okiratba foglalás érdekében, az adós nevében, hamis tartalmú nyilatkozatot küldtek meg a közjegyzőnek.”
Az indoklás értelmében Gulya Tibor munkája tartalmi szempontból kifogástalan volt, pontosan idézte a vonatkozó törvényeket, de a nyomozó hatóság álláspontja szerint ilyen tartalmú feljelentést, a vonatkozó törvények pontos megjelölésével, magánszemély nem, csak ügyvéd tehet.
Sikereiről,  ügyészséggel és a rendőrség munkájával kapcsolatos tájékoztatásairól számos cikk,  Facebook-bejegyzés ad hírt.

## Politikai szereplése
Nem volt és ma sem tagja politikai pártnak, mozgalomnak, vagy civil szervezetnek.
2019-ben a Mi Hazánk felkérte szakmai tanácsadónak és EP képviselőjelöltnek, melyet Gulya elfogadott, és a lista 5. helyén indult a választásokon.  Gulya a jelöltség feltételeként kötötte ki, hogy a pártba nem lép be, kizárólag szakmai munkát végez. Célja uniós képviselőként nem pártpolitikai, hanem az Európai bíróság közvetlen elérhetősége volt, hogy EU képviselőként hatékonyabban tudja képviselni a devizaadósok érdekeit
Novák Előd, a Mi Hazánk EP-kampányfőnöke, Facebook-bejegyzésében ezt írja listára kerülésének indoklásaként: "Az 5. helyen Gulya Tibor szerepel, aki a devizahitelesek egyik legismertebb segítője, számtalan ügyükben tett feljelentést a bankokkal szemben, harcolt az állami gépezettel, kivívva azok válaszcsapásait is. A Mi Hazánk a jövőben is kiemelten kívánja védeni a devizahitel-károsultak érdekeit, ezért Gulya Tiborral szövetségben, szakmai segítségével folytatnánk a munkát."
A párt számára sikertelen választások után Gulya Tibor bejelentette, hogy ideológiai és véleménykülönbség miatt megszakítja a párttal kapcsolatot. Szakmai munkáját pedig a jövőben is önállóan végzi.